# Glacidorbis pedderi
Glacidorbis pedderi é uma espécie de gastrópode  da família Hydrobiidae.
É endémica da Austrália.